# Grande Prêmio da França de 1961
Resultados do Grande Prêmio da França de Fórmula 1 realizado em Reims-Gueux em 2 de julho de 1961. Quarta etapa da temporada, foi marcada pela estreia do italiano Giancarlo Baghetti, piloto da Ferrari, também vencedor da prova.

## Classificação da prova
| Pos. | Nº | Piloto                  | Construtor      | Voltas | Tempo/Diferença  | Grid | Pontos |
| ---- | -- | ----------------------- | --------------- | ------ | ---------------- | ---- | ------ |
| 1    | 50 | Giancarlo Baghetti      | Ferrari         | 52     | 2:14:17.5        | 12   | 9      |
| 2    | 12 | Dan Gurney              | Porsche         | 52     | + 0.1            | 5    | 6      |
| 3    | 8  | Jim Clark               | Lotus-Climax    | 52     | + 1:01.0         | 9    | 4      |
| 4    | 6  | Innes Ireland           | Lotus-Climax    | 52     | + 1:10.3         | 10   | 3      |
| 5    | 4  | Bruce McLaren           | Cooper-Climax   | 52     | + 1:41.8         | 8    | 2      |
| 6    | 22 | Graham Hill             | BRM-Climax      | 52     | + 1:41.9         | 6    | 1      |
| 7    | 10 | Jo Bonnier              | Porsche         | 52     | + 3:15.4         | 13   |        |
| 8    | 42 | Roy Salvadori           | Cooper-Climax   | 51     | + 1 volta        | 15   |        |
| 9    | 16 | Phil Hill               | Ferrari         | 50     | + 2 voltas       | 1    |        |
| 10   | 30 | Henry Taylor            | Lotus-Climax    | 49     | + 3 voltas       | 25   |        |
| 11   | 46 | Michael May             | Lotus-Climax    | 48     | + 4 voltas       | 22   |        |
| 12   | 36 | Masten Gregory          | Cooper-Climax   | 43     | + 9 voltas       | 16   |        |
| 13   | 32 | Maurice Trintignant     | Cooper-Maserati | 42     | + 10 voltas      | 23   |        |
| 14   | 38 | Ian Burgess             | Lotus-Climax    | 42     | + 10 voltas      | 24   |        |
| 15   | 18 | Richie Ginther          | Ferrari         | 40     | Pressão do óleo  | 3    |        |
| Ret  | 26 | Stirling Moss           | Lotus-Climax    | 31     | Freios           | 4    |        |
| Ret  | 48 | Willy Mairesse          | Lotus-Climax    | 27     | Motor            | 20   |        |
| Ret  | 14 | Carel Godin de Beaufort | Porsche         | 23     | Superaquecimento | 17   |        |
| Ret  | 28 | Lucien Bianchi          | Lotus-Climax    | 21     | Superaquecimento | 19   |        |
| Ret  | 20 | Wolfgang von Trips      | Ferrari         | 18     | Motor            | 2    |        |
| Ret  | 34 | Giorgio Scarlatti       | De Tomaso-Osca  | 15     | Motor            | 26   |        |
| Ret  | 2  | Jack Brabham            | Cooper-Climax   | 14     | Pressão do óleo  | 14   |        |
| Ret  | 52 | Bernard Collomb         | Cooper-Climax   | 6      | Motor            | 21   |        |
| Ret  | 40 | John Surtees            | Cooper-Climax   | 4      | Acidente         | 7    |        |
| Ret  | 24 | Tony Brooks             | BRM-Climax      | 4      | Superaquecimento | 11   |        |
| Ret  | 44 | Jackie Lewis            | Cooper-Climax   | 4      | Superaquecimento | 18   |        |

## Tabela do campeonato após a corrida
|        | Pos. | Piloto             | Pontos |
| ------ | ---- | ------------------ | ------ |
|        | 1    | Phil Hill          | 19     |
|        | 2    | Wolfgang von Trips | 18     |
|        | 3    | Stirling Moss      | 12     |
|        | 4    | Richie Ginther     | 12     |
| 25     | 5    | Giancarlo Baghetti | 9      |
| Fonte: |      |                    |        |

|        | Pos. | Equipe        | Pontos |
| ------ | ---- | ------------- | ------ |
|        | 1    | Ferrari       | 30     |
|        | 2    | Lotus-Climax  | 16     |
| 1      | 3    | Porsche       | 9      |
| 1      | 4    | Cooper-Climax | 6      |
| 1      | 5    | BRM-Climax    | 1      |
| Fonte: |      |               |        |

- Nota: Somente as primeiras cinco posições estão listadas. Em 1961 apenas os cinco melhores resultados, dentre pilotos ou equipes, eram computados visando o título. Neste ponto esclarecemos: conforme o site oficial da Fórmula 1, o vencedor dentre os pilotos recebia nove pontos, mas na seara dos construtores tal escore era de oito pontos e na tabela figurava somente o melhor colocado dentre os carros de um time.